# دافيد أبدول
دافيد أبدول (بالهولندية: David Abdul)‏ (17 أغسطس 1989 بأورنجستاد في أروبا - ) هو لاعب كرة قدم هولندي في مركز الهجوم. شارك مع منتخب أروبا لكرة القدم. أما مع النوادي، فقد لعب مع سبارتا روتردام وSV Dakota ‏ وRVVH ‏.

## روابط خارجية
- دافيد أبدول على موقع قاعدة بيانات كرة القدم.إي يو (الإنجليزية)
- دافيد أبدول على موقع ناشيونال فوتبول تيمز (الإنجليزية)
- دافيد أبدول على موقع Soccerway.com (الإنجليزية)
- دافيد أبدول على موقع عالم كرة القدم.نت (الإنجليزية)